# Loïc Perrin
Loïc Perrin (* 7. August 1985 in Saint-Étienne) ist ein ehemaliger französischer Fußballspieler, der in seiner Karriere ausschließlich beim französischen Erstligisten AS Saint-Étienne unter Vertrag stand.

## Karriere

### Verein
Loïc Perrin begann seine Karriere beim FC Périgneux wechselte dann zum FCSCV und kam schließlich 1997 in die Jugend des AS Saint-Étienne. Am 15. August 2003 absolvierte er sein erstes Spiel für die Profimannschaft in der Ligue 2 gegen  den FC Lorient. Am Ende der Saison stieg er mit AS Saint-Étienne in die Ligue 1 auf. Seit der Saison 2004/05 spielt er ununterbrochen mit Saint Etienne in der ersten französischen Liga und konnte 2013 den Coupe de la Ligue gegen den Stade Rennes mit 1:0 gewinnen.

## Erfolge
- Meister der Ligue 2: 2004
- Coupe de la Ligue: 2013